# Mushezib-Marduk
Mushezib-Marduk   (segle VIII aC - 689 aC) o Mušēzib-Marduk va ser rei de Babilònia de l'any 693 aC al 689 aC, segons la Llista dels reis de Babilònia.
Era caldeu, i abans de ser rei de Babilònia havia dirigit al sud del país un cos de guerrillers molt ben organitzat contra Assíria. Les cròniques del seu contemporani, el rei d'Assíria Sennàquerib, parlen de l'odi que tenia als reis de Babilònia. Mushezib-Marduk va buscar aliats per lluitar contra els assiris, i per diplomàcia o per or va aconseguir organitzar l'any 691 aC una gran coalició contra Sennàquerib, formada per tribus de les muntanyes (Zagros, Ellipi) i estats elamites (Anxan, Parsuwaix) i amb tots els nòmades arameus i caldeus que vivien a les zones de frontera, i sobretot al regne d'Elam, que va mobilitzar el seu exèrcit amb carros de guerra, soldats de cavalleria i gran quantitat d'equipament.
Aquest gran exèrcit es va enfrontar a Sennàquerib prop de l'actual ciutat de Samarra. La batalla va ser molt cruel. Les cròniques assíries parlen d'una victòria del seu rei, però sembla que Sennàquerib no en va sortir vencedor. Els babilonis, degut a les gran pèrdues en homes i material, no van poder aprofitar l'èxit de la batalla. Dos anys més tard, Sennàquerib, amb l'exèrcit reconstituït, i aprofitant que el 689 aC el rei d'Elam va sofrir un atac de paràlisi, va atacar Babilònia. Després d'un breu setge on va aconseguir enderrocar parts de la muralla i escalar-ne els murs, va entrar a la ciutat amb gran violència i va fer presoner al rei Mushezib-Marduk. Va castigar durament la ciutat i els pocs que van aconseguir escapar van ser fets presoners, expulsats, deportats o venuts com a esclaus. Els assiris van destruir les estàtues dels déus o se les van emportar. Van saquejar o destruir els temples i els edificis civils i van llençar al riu les seves runes. Se suposa que aquest càstig terrible va ser degut a què els babilonis havien assassinat el fill de Sennàquerib Asshur-Nadinshum quan era rei de Babilònia.